# Odontaster validus
Odontaster validus is een zeester uit de familie Odontasteridae.
De wetenschappelijke naam van de soort werd in 1906 gepubliceerd door René Koehler.